# Йоанис Буковалас
Йоанис Буковалас (на гръцки: Ιωάννης Μπουκουβάλας) е гръцки политик от XX век. Работи като адвокат. Избиран е за депутат от Сяр в 1935, 1946 и 1952 година. Името му носи улица в Сяр.